# Pikes Peak International Raceway
Pikes Peak International Raceway é um autódromo com um formato oval localizado na cidade de Fountain, Colorado, Estados Unidos.
O autódromo possui 1.0 milhas (1.609 km) de extensão com inclinações de 10° nas curvas e já recebeu provas da Indy Racing League, da NASCAR Busch Series e da NASCAR Craftsman Truck Series.